# Schachweltmeisterschaft der Frauen 1981

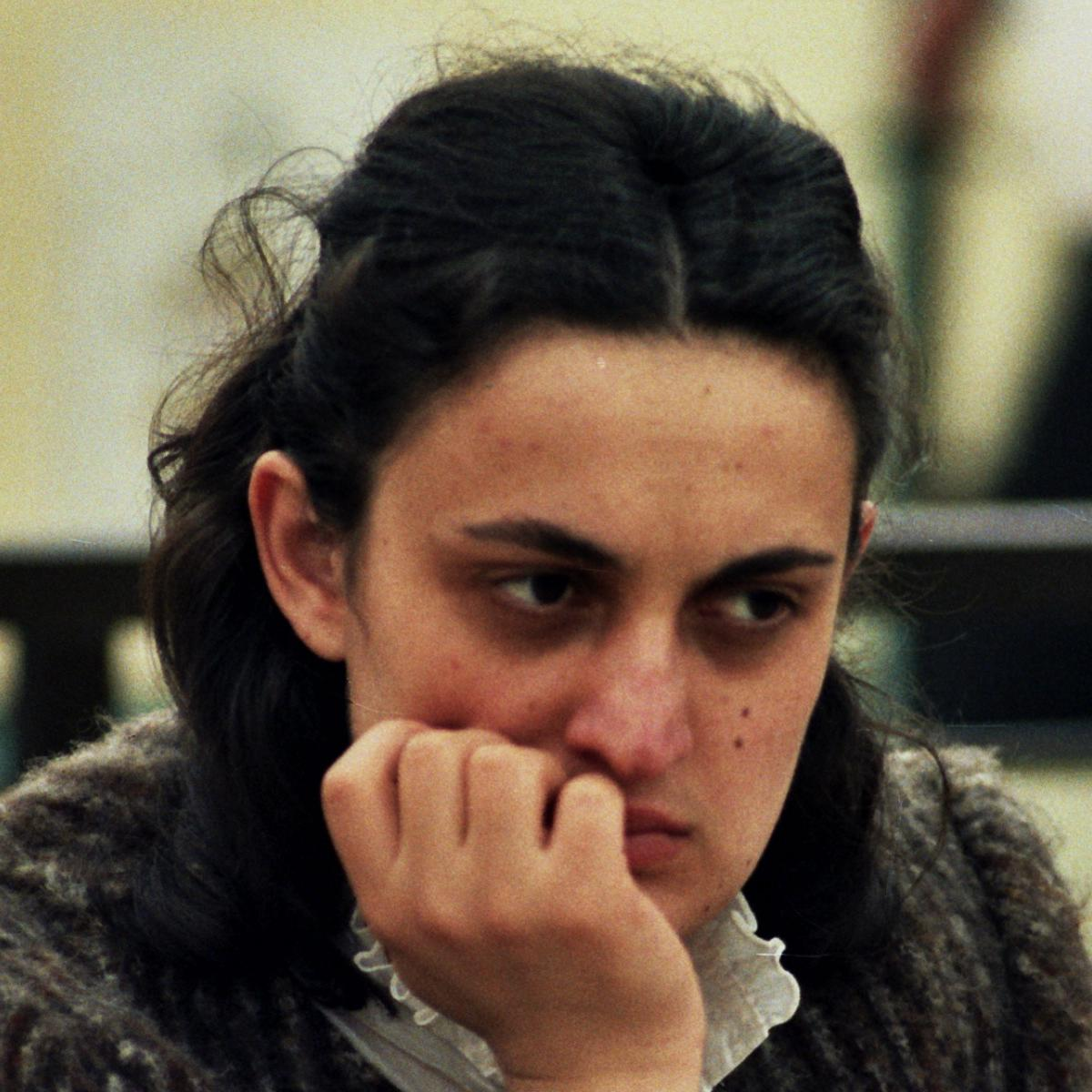
Schachweltmeisterin Maia Tschiburdanidse (1984)

Bei der Schachweltmeisterschaft der Frauen 1981 verteidigte die Georgierin Maia Tschiburdanidse ihren Titel gegen Nana Alexandria erfolgreich.

## Interzonenturniere
Bei den Interzonenturnieren 1979 traten 17 bzw. 18 Spielerinnen an, die sich zuvor im regionalen Maßstab bei Zonenturnieren qualifiziert hatten. Aus diesen Turnieren qualifizierten sich je drei Spielerinnen für das Kandidatenturnier. Nach dem Verzicht der vorqualifizierten Alla Kuschnir wurde ein weiterer Startplatz im Kandidatenturnier frei, um den die beiden Viertplatzierten einen Stichkampf austrugen.

### Stichkampf der Viertplatzierten
Stichkampf Fischdick – Litinskaja, März 1980 in Baden-Baden
|                  | 1 | 2 | 3 | 4 | 5 | 6 | 7 | 8 | Punkte |
| ---------------- | - | - | - | - | - | - | - | - | ------ |
| Gisela Fischdick | 1 | 1 | 1 | 0 | 0 | 0 | 0 | ½ | 3½     |
| Marta Litinskaja | 0 | 0 | 0 | 1 | 1 | 1 | 1 | ½ | 4½     |

## Kandidatenturnier
Das Kandidatenturnier wurde erneut mit acht Spielerinnen im K.-o.-System ausgetragen. Zu den sieben Qualifikantinnen aus den Interzonenturnieren kam die im vorherigen WM-Wettkampf unterlegene langjährige Weltmeisterin Nona Gaprindaschwili hinzu.
Viertelfinale Verőci – Iosseliani, März 1980 in Donji Milanovac
|                 | 1 | 2 | 3 | 4 | 5 | 6 | 7 | 8 | 9 | Punkte |
| --------------- | - | - | - | - | - | - | - | - | - | ------ |
| Zsuzsa Verőci   | ½ | ½ | ½ | ½ | 0 | ½ | ½ | 0 | 0 | 3      |
| Nana Iosseliani | ½ | ½ | ½ | ½ | 1 | ½ | ½ | 1 | 1 | 6      |

Viertelfinale Gaprindaschwili – Gurieli, März 1980 in Tbilissi
|                      | 1 | 2 | 3 | 4 | 5 | 6 | 7 | 8 | 9 | Punkte |
| -------------------- | - | - | - | - | - | - | - | - | - | ------ |
| Nona Gaprindaschwili | 1 | 1 | ½ | 0 | ½ | 1 | 0 | 1 | 1 | 6      |
| Nino Gurieli         | 0 | 0 | ½ | 1 | ½ | 0 | 1 | 0 | 0 | 3      |

Viertelfinale Alexandria – Achmilowskaja, März 1980 in Kislowodsk
|                      | 1 | 2 | 3 | 4 | 5 | 6 | 7 | 8 | 9 | Punkte |
| -------------------- | - | - | - | - | - | - | - | - | - | ------ |
| Nana Alexandria      | 1 | ½ | 0 | ½ | 1 | 1 | ½ | ½ | ½ | 5½     |
| Jelena Achmilowskaja | 0 | ½ | 1 | ½ | 0 | 0 | ½ | ½ | ½ | 3½     |

Viertelfinale Lematschko – Litinskaja, Juni 1980 in Odessa
|                    | 1 | 2 | 3 | 4 | 5 | 6 | 7 | 8 | Punkte |
| ------------------ | - | - | - | - | - | - | - | - | ------ |
| Tatjana Lematschko | ½ | ½ | 0 | ½ | 0 | 1 | 0 | 0 | 2½     |
| Marta Litinskaja   | ½ | ½ | 1 | ½ | 1 | 0 | 1 | 1 | 5½     |

Halbfinale Iosseliani – Gaprindaschwili, September 1980 in Tbilissi
|                      | 1 | 2 | 3 | 4 | 5 | 6 | 7 | 8 | 9 | 10 | 11 | 12 | 13 | 14 | Punkte |
| -------------------- | - | - | - | - | - | - | - | - | - | -- | -- | -- | -- | -- | ------ |
| Nana Iosseliani      | ½ | 0 | ½ | ½ | ½ | 1 | 0 | 0 | 1 | 1  | ½  | ½  | ½  | ½  | 7      |
| Nona Gaprindaschwili | ½ | 1 | ½ | ½ | ½ | 0 | 1 | 1 | 0 | 0  | ½  | ½  | ½  | ½  | 7      |

Bei unentschiedenem Ausgang entschied die größere Anzahl von Schwarzsiegen zugunsten von Iosseliani.
Halbfinale Litinskaja – Alexandria, September 1980 in Vilnius
|                  | 1 | 2 | 3 | 4 | 5 | 6 | 7 | 8 | 9 | 10 | 11 | 12 | Punkte |
| ---------------- | - | - | - | - | - | - | - | - | - | -- | -- | -- | ------ |
| Marta Litinskaja | 0 | ½ | 0 | ½ | 1 | 1 | 1 | ½ | ½ | 0  | 0  | 0  | 5      |
| Nana Alexandria  | 1 | ½ | 1 | ½ | 0 | 0 | 0 | ½ | ½ | 1  | 1  | 1  | 7      |

Kandidatenfinale Iosseliani – Alexandria, Januar 1981 in Tbilissi
|                 | 1 | 2 | 3 | 4 | 5 | 6 | 7 | 8 | 9 | Punkte |
| --------------- | - | - | - | - | - | - | - | - | - | ------ |
| Nana Iosseliani | 1 | 0 | 0 | 0 | 0 | ½ | ½ | 0 | ½ | 2½     |
| Nana Alexandria | 0 | 1 | 1 | 1 | 1 | ½ | ½ | 1 | ½ | 6½     |

## Weltmeisterschaftskampf
Der Weltmeisterschaftskampf wurde vom 7. September bis 30. Oktober 1981 in Bordschomi und Tbilissi ausgetragen. Hauptschiedsrichter war Miroslav Filip aus der Tschechoslowakei, unterstützt von Lembit Vahesaar (Sowjetunion). Das Match endete nach 16 Partien unentschieden. Nach damaligem Regelstand behielt bei diesem Ausgang die bisherige Titelträgerin den WM-Titel. Maia Tschiburdanidse blieb also für weitere drei Jahre Weltmeisterin. Die für den WM-Titel nicht mehr bedeutsame 16. Partie wurde noch ausgetragen, um der Herausforderin ein Unentschieden im Gesamtstand zu ermöglichen.
|                      | 1 | 2 | 3 | 4 | 5 | 6 | 7 | 8 | 9 | 10 | 11 | 12 | 13 | 14 | 15 | 16 | Punkte |
| -------------------- | - | - | - | - | - | - | - | - | - | -- | -- | -- | -- | -- | -- | -- | ------ |
| Maia Tschiburdanidse | ½ | ½ | ½ | ½ | 0 | 1 | 1 | ½ | 1 | 0  | 0  | ½  | ½  | ½  | 1  | 0  | 8      |
| Nana Alexandria      | ½ | ½ | ½ | ½ | 1 | 0 | 0 | ½ | 0 | 1  | 1  | ½  | ½  | ½  | 0  | 1  | 8      |